# Bernhard Kaun
Bernhard Kaun (Bernhard Theodor Ludwig Kaun) est un compositeur né le 5 avril 1899 à Milwaukee (États-Unis) et mort le 3 janvier 1980 à Baden-Baden (Allemagne), d'une crise cardiaque.

## Biographie
Il est le fils du compositeur Hugo Kaun (en).

## Filmographie
- 1930 : La Passion du docteur Hohner (The Climax)
- 1931 : East of Borneo
- 1931 : La Blonde platine (Platinum Blonde) de Frank Capra
- 1931 : La Folie des hommes (Rich Man's Folly) de John Cromwell
- 1931 : Frankenstein de James Whale
- 1931 : Heaven on Earth
- 1931 : The False Madonna de Stuart Walker
- 1932 : Under Eighteen
- 1932 : La Femme de Monte Carlo (The Woman from Monte Carlo) de Michael Curtiz
- 1932 : High Pressure
- 1932 : L'Honorable Monsieur Wong (The Hatchet Man)
- 1932 : Alias the Doctor
- 1932 : The Heart of New York
- 1932 : The Crowd Roars
- 1932 : Man Wanted
- 1932 : The Mouthpiece (en)
- 1932 : The Famous Ferguson Case
- 1932 : Forgotten Commandments
- 1932 : Westward Passage
- 1932 : L'Étrange Passion de Molly Louvain (The Strange Love of Molly Louvain)
- 1932 : Jewel Robbery
- 1932 : Miss Pinkerton
- 1932 : Docteur X (Doctor X)
- 1932 : Big City Blues
- 1932 : A Successful Calamity (en) de John G. Adolfi
- 1932 : Le Harpon rouge (Tiger Shark)
- 1932 : Voyage sans retour (One Way Passage)
- 1932 : Une soirée étrange (The Old Dark House) de James Whale
- 1932 : Nuit après nuit (Night After Night)
- 1932 : Madison Sq. Garden
- 1932 : Je suis un évadé (I Am a Fugitive from a Chain Gang)
- 1932 : Vingt mille ans sous les verrous (20,000 Years in Sing Sing)
- 1932 : The Match King
- 1933 : Lawyer Man
- 1933 : The King's Vacation
- 1933 : Entrée des employés (Employees' Entrance)
- 1933 : Luxury Liner
- 1933 : Masques de cire (Mystery of the Wax Museum)
- 1933 : Grand Slam
- 1933 : Haute Société (Our Betters), de George Cukor
- 1933 : The Mind Reader
- 1933 : Héros à vendre (Heroes for Sale) de William A. Wellman
- 1933 : Le Signal (Central Airport) de William A. Wellman
- 1933 : La Déchéance de miss Drake (The Story of Temple Drake)
- 1933 : La Soie écarlate (en) (The Silk Express) de Ray Enright
- 1933 : I Love That Man
- 1933 : The Song of Songs
- 1933 : Mary Stevens, M.D.
- 1933 : Voltaire
- 1933 : Capturé (Captured!)
- 1933 : Bureau des personnes disparues (Bureau of Missing Persons)
- 1933 : Wild Boys of the Road
- 1933 : Meurtre au chenil (The Kennel Murder Case)
- 1933 : From Headquarters (en)
- 1933 : The Narrow Corner
- 1933 : Sa douce maison (The House on 56th Street) de Robert Florey
- 1934 : Man of Two Worlds
- 1934 : Massacre, d'Alan Crosland
- 1934 : Bedside
- 1934 : J'écoute (I've Got Your Number)
- 1934 : Dark Hazard (en)
- 1934 : As the Earth Turns
- 1934 : Bolero
- 1934 : Mademoiselle Hicks (Spitfire) de John Cromwell
- 1934 : Jimmy the Gent
- 1934 : Business Is a Pleasure
- 1934 : La mort prend des vacances (Death Takes a Holiday)
- 1934 : L'Homme de quarante ans (Upperworld)
- 1934 : Success at Any Price
- 1934 : Murder on the Blackboard
- 1934 : Return of the Terror (en)
- 1934 : Midnight Alibi (en) d'Alan Crosland
- 1934 : The Personality Kid (en)
- 1934 : L'Homme aux deux visages (The Man with Two Faces)
- 1934 : Femme d'intérieur (Housewife)
- 1934 : Side Streets (en) d'Alfred E. Green
- 1934 : Desirable
- 1934 : L'Impératrice rouge (The Scarlet Empress)
- 1934 : Agent britannique (British Agent)
- 1934 : The Case of the Howling Dog
- 1934 : A Lost Lady
- 1934 : Le Cabochard (The St. Louis Kid) de Ray Enright
- 1934 : The Firebird
- 1934 : Gentlemen Are Born
- 1934 : I Am a Thief (en)
- 1934 : Mariage secret (The Secret Bride) de William Dieterle
- 1934 : C'était son homme
- 1934 : Murder in the Clouds (en)
- 1935 : Full Circle
- 1935 : The White Cockatoo (en)
- 1935 : Ville frontière (Bordertown)
- 1935 : Le Bousilleur (Devil Dogs of the Air)
- 1935 : La Dame en rouge (The Woman in Red)
- 1935 : The Right to Live
- 1935 : While the Patient Slept
- 1935 : Sur le velours (Living on Velvet)
- 1935 : The Florentine Dagger
- 1935 : Femmes d'affaires (Traveling Saleslady) de Ray Enright
- 1935 : The Case of the Curious Bride
- 1935 : Dinky
- 1935 : Mary Jane's Pa
- 1935 : Black Fury
- 1935 : Oil for the Lamps of China
- 1935 : Bureau des épaves
- 1935 : In Caliente (non crédité)
- 1935 : Ne pariez pas sur les blondes (Don't Bet on Blondes)
- 1935 : Tête chaude (The Irish in Us)
- 1935 : We're in the Money
- 1935 : The Goose and the Gander
- 1935 : Intelligence Service (The Last Outpost)
- 1935 : Dr. Socrates (en)
- 1935 : Red Hot Tires (en)
- 1935 : The Payoff (en)
- 1935 : Émeutes (Frisco Kid) de Lloyd Bacon
- 1935 : La Veuve de Monte-Carlo (The Widow from Monte Carlo) d'Arthur Greville Collins
- 1935 : Man of Iron
- 1935 : L'Intruse (Dangerous)
- 1936 : La Vie de Louis Pasteur (The Story of Louis Pasteur)
- 1936 : Brumes (Ceiling Zero)
- 1936 : The Murder of Dr. Harrigan
- 1936 : Man Hunt
- 1936 : La Forêt pétrifiée
- 1936 : Song of the Saddle
- 1936 : Le Mort qui marche (The Walking Dead) de Michael Curtiz
- 1936 : Guerre au crime (Bullets or Ballots)
- 1936 : Murder by an Aristocrat
- 1936 : Hearts Divided
- 1936 : Parole
- 1936 : Public Enemy's Wife
- 1936 : Jailbreak
- 1936 : Courrier de Chine (China Clipper)
- 1936 : The Case of the Velvet Claws
- 1936 : La Légion des damnés (The Texas Rangers)
- 1936 : Caïn et Mabel (Cain and Mabel)
- 1937 : La Légion noire (Black Legion)
- 1937 : Femmes marquées (Marked Woman)
- 1937 : La Loi du milieu (Internes Can't Take Money)
- 1937 : Justice des montagnes (Mountain Justice)
- 1937 : Draegerman Courage (it)
- 1937 : Âmes à la mer (Souls at Sea) de Henry Hathaway
- 1937 : Back in Circulation
- 1937 : Missing Witnesses
- 1938 : The Patient in Room 18
- 1938 : When Were You Born
- 1938 : The Invisible Menace (non crédité)
- 1939 : Service secret de l'air (Secret Service of the Air) de Noel M. Smith
- 1939 : Blackwell's Island
- 1939 : On Trial, de Terry O. Morse
- 1939 : Code of the Secret Service
- 1939 : Smashing the Money Ring
- 1939 : The Return of Doctor X
- 1940 : British Intelligence Service (British Intelligence)
- 1940 : Money and the Woman
- 1940 : Calling All Husbands
- 1941 : The Case of the Black Parrot
- 1941 : Shadows on the Stairs
- 1941 : Strange Alibi
- 1941 : Bullets for O'Hara (en)
- 1941 : 'Smiling Ghost, The'
- 1941 : The Body Disappears
- 1942 : Confession d'un forçat (The Big Shot)
- 1943 : Intrigues en Orient (Background to Danger)
- 1948 : Studio One (série télévisée)
- 1954 : Fire One (TV)
- 1954 : Lassie (Lassie) (série télévisée)
- 1955 : Vom Himmel gefallen
- 1957 : Perry Mason (série télévisée)
- 1957 : Alle Wege führen heim
- 1959 : Rawhide (Rawhide) (série télévisée)
- 1959 : For Better or Worse (série télévisée)
- 1960 : Full Circle (série télévisée)
- 1963 : Le Fugitif (The Fugitive) (série télévisée)